# Munronia unifoliolata
Munronia unifoliolata är en tvåhjärtbladig växtart som beskrevs av Oliver. Munronia unifoliolata ingår i släktet Munronia och familjen Meliaceae. Inga underarter finns listade i Catalogue of Life.